# Inocencio IV
Inocencio IV (Manarola, c. 1185-Nápoles, 7 de diciembre de 1254) fue el papa 180.º de la Iglesia católica, desde 1243 hasta 1254.

## Biografía
De nombre Sinibaldo dei Fieschi, se formó en Parma y Bolonia, siendo profesor de derecho canónico en esta última ciudad. El 23 de septiembre de 1227 fue nombrado cardenal presbítero de San Lorenzo en Lucina; el 28 de julio de 1228, vicecanciller de Roma, en 1235 Obispo de Albenga y legado en el norte de Italia y, finalmente, elegido Papa el 25 de junio de 1243 tras casi dos años con la sede vacante por la muerte de Celestino IV.
Con ocasión de la celebración del cónclave que había de elegirle papa, Federico II Hohenstaufen controlaba todos los alrededores de Roma, siendo de facto quien dominaba los Estados Pontificios. Con esta situación pretendió controlar la elección papal, a lo que la mayoría de los cardenales se opuso. Elegido Inocencio IV, Federico II envió emisarios para acordar la paz. Federico II había sido excomulgado por Gregorio IX y buscaba a toda costa un acuerdo con la Iglesia, pero sin renunciar a su poder e influencia en las decisiones eclesiásticas. Por su parte, Inocencio era un hombre con mentalidad hierocrática: estaba convencido de que el poder de la Iglesia, y en concreto de la figura papal, debía estar por encima de los gobernantes y los reyes.
En esta situación, Inocencio exigió de Federico el reconocimiento del daño que había causado a la Iglesia. Finalmente, llegaron ambas partes a un acuerdo el 31 de marzo de 1244. En el mismo se restituía a la iglesia en sus posesiones, especialmente los Estados pontificios, y se liberaba a los prelados favorables al Papa que mantenía presos el emperador. Aunque había firmado la paz con él gracias a la mediación del rey de Francia, se sintió incómodo en Italia por la presencia de la milicia imperial y decidió refugiarse en Lyon con el apoyo de los genoveses. Convocó el 3 de enero de 1245, nada más llegar a la ciudad, el Concilio de Lyon I pese a la oposición del emperador. Sintiéndose fuerte, Inocencio procedió a realizar nuevas acusaciones durante la celebración del concilio ecuménico contra el emperador y terminó por deponerlo de sus títulos de rey y emperador el 17 de julio y dictó la bula Agni sponsa nobilis para declarar el poder supremo de la Iglesia frente a los gobernantes. Federico organizó tropas para enfrentarse al papado; Inocencio, por su parte, pretendió organizar una cruzada contra el propio emperador movilizando a los príncipes alemanes. En ese camino pretendió la elección de Enrique Raspe y, aunque fue proclamado emperador el 22 de mayo de 1246, nunca fue reconocido como tal. Al mismo tiempo provocó el alzamiento contra el emperador de muchas ciudades del norte de Italia, obteniendo la victoria las tropas papales el 26 de mayo de 1249.

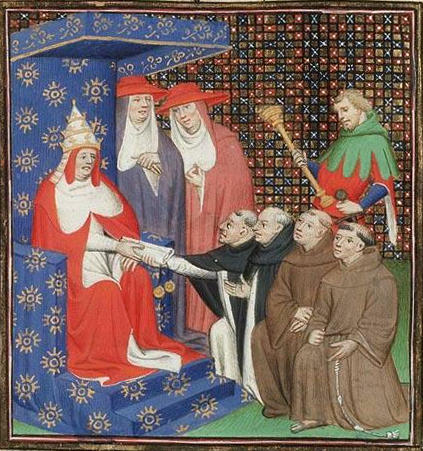
El papa Inocencio IV envía dominicanos y franciscanos a los tártaros.

Muerto Federico II en 1250, continuó su lucha contra Conrado IV, hijo y sucesor de aquel, proponiendo para los alemanes a Guillermo de Holanda. Recuperó el Reino de Sicilia para el papado, ofreciéndolo sucesivamente a Ricardo de Cornualles, hermano de Enrique III de Inglaterra, a su hijo Edmundo el Jorobado y a Carlos de Anjou. Todos lo rechazaron mientras Conrado IV y Manfredo (bastardo de Federico II) controlaban por la fuerza de las armas Nápoles y Sicilia. A la muerte de Conrado, la posición de su hijo Conradino era tan precaria que negoció con el papa. Por un tratado signado en septiembre de 1254, Apulia pasó a ser propiedad papal. El gobernante de Apulia, Manfredo, sospechó de la conducta del pontífice cuando visitó su nueva tierra, por lo que huyó con los sarracenos, que le ayudaron a derrotar a las tropas papales en Foggia el 2 de diciembre de 1254. Inocencio, enfermo, falleció en Nápoles el 7 de diciembre, como consecuencia del efecto que la noticia de la derrota tuvo en su desastrada salud.
Además de sus enfrentamientos con la dinastía Hohenstaufen, intervino en la política de Inglaterra protegiendo a Enrique III de Inglaterra; en la de Austria, Hungría y Portugal.
El 15 de mayo de 1252 promulgó la bula Ad extirpanda por la que se legitima la tortura como medio de confesión de los heréticos. Fue el primer papa en decretar la muerte de los herejes relapsos, es decir, de aquellos que se resistían a abjurar de sus posiciones teológicas contrarias a las profesadas por la sede romana.
Un capítulo aparte merece la actividad diplomática que impulsó Inocencio IV, interesado en establecer contactos en Asia Central. Varios emisarios fueron enviados por él: Giovanni da Pian del Carpine (acompañado por Benedicto de Polonia), Ascelino de Lombardía, André de Longjumeau, Lorenzo de Portugal.

## En la cultura popular
Las profecías de San Malaquías se refieren a este papa como Comes laurentius (El conde de Lorenzo), cita que hace referencia al título nobiliario que ostentaba al ser elegido pontífice, Conde de Lavagne de San Lorenzo.